# Chewore
Chewore – strefa safari w Parku Narodowym Mana Pools w Zimbabwe, nad rzeką Zambezi w połowie drogi między Chirundu a Kanyembą. W 1984 roku Chewore łącznie ze strefą Sapi i Parkiem Narodowym Mana Pools zostało wpisane na listę światowego dziedzictwa UNESCO.